# Bernard Joy
Bernard Joy (* 29. Oktober 1911 in Fulham; † 18. Juli 1984 in Kenton) war ein englischer Fußballspieler, Journalist und Lehrer.

## Leben und Karriere
Joy studierte an der University of London, wo er beim Uni-Klub Fußball spielte. Nach seinem Abschluss spielte er für den Londoner Amateurklub Casuals FC und wurde durch gute Leistungen sogar Kapitän der Mannschaft. Die Casuals gewannen 1936 den FA Amateur Cup. Zudem absolvierte er 15 Partien für die englische Amateurnationalmannschaft und nahm an den Olympischen Spielen 1936 in Berlin mit der britischen Fußballauswahl teil. Vor dem Zweiten Weltkrieg bestritt der Defensivspieler bei Southend United, FC Fulham und FC Arsenal als Amateur. Der damalige Amateurfußballer wurde am 9. Mai 1936 für die englische Fußballnationalmannschaft einberufen, als letzter Amateur bis heute. 1938 gewann Joy als Stammspieler die englische Meisterschaft mit dem FC Arsenal. Nach dem Ausbruch des Weltkrieges agierte er weiterhin für die Gunners im Football League War Cup. Er spielte bis 1948 Fußball. Danach arbeitete er als Lehrer und Journalist. Joy war Korrespondent für die Zeitungen Evening Standard und den Sunday Express bis 1976. Er schrieb die erste Vereinschronik des FC Arsenal Forward Arsenal im Jahre 1952. 1984 starb Bernard Joy im Alter von 72 Jahren.

## Erfolge
- 1 × englischer Meister mit dem FC Arsenal 1938
- Teilnahme an den Olympischen Spielen 1936